# کووالوو-بوگوشتسه
کووالوو-بوگوشتسه (به لهستانی:  Kowalewo-Boguszyce) یک روستا در لهستان است که در گمینا گوزدووو واقع شده‌است.
 کووالوو-بوگوشتسه  ۶۰ نفر جمعیت دارد.